# Henijiwka
Henijiwka (ukrainisch Геніївка; russisch Гениевка Genijewka) ist ein Dorf im Zentrum der ukrainischen Oblast Charkiw mit etwa 2700 Einwohnern (2001).

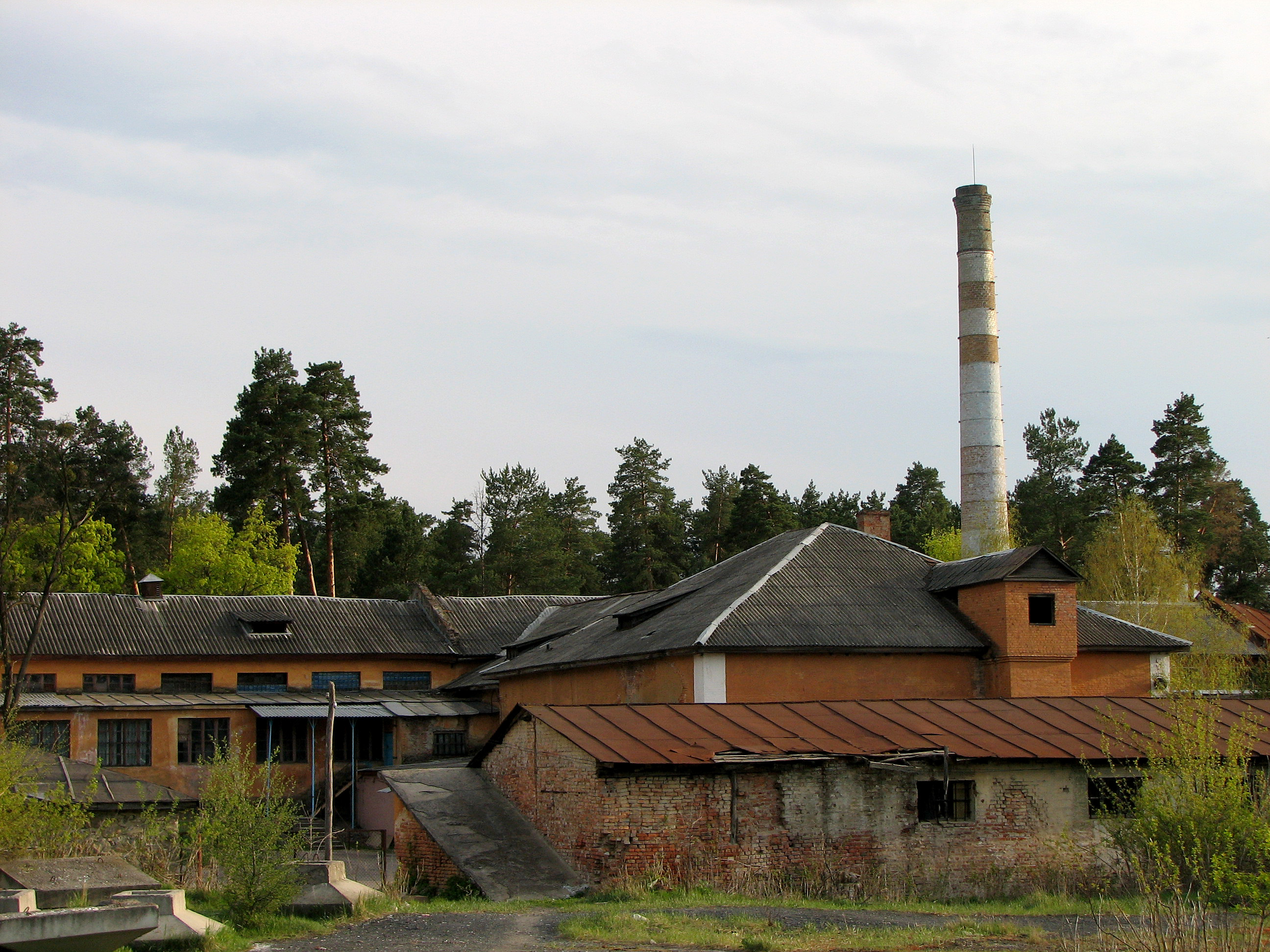
Fabrikgebäude im Dorf Kurortne im Nordwesten der Gemeinde

Das 1666 als Kosakensiedlung gegründete Dorf liegt 2 km flussaufwärts vom Dorf Scheludkiwka, am linken Ufer der 32 km langen Hnylyzja ІІІ (Гнилиця III), die 5 km flussabwärts von links in den Siwerskyj Donez mündet. Das ehemalige Rajonzentrum Smijiw befindet sich 20 km westlich und das Oblastzentrum Charkiw 55 km nördlich vom Dorf.
Am 12. Juni 2020 wurde das Dorf ein Teil der neugegründeten Siedlungsgemeinde Sloboschanske, bis dahin bildete es zusammen mit den Dörfern Datschne (Дачне), Kurortne (Курортне), Sanky (Занки) und Ukrajinske (Українське) die gleichnamige Landratsgemeinde Henijiwka (Геніївська сільська рада/Henijiwska silska rada) im Osten des Rajons Smijiw.
Am 17. Juli 2020 wurde der Ort ein Teil des Rajons Tschuhujiw.